# راگنیلد از نروژ
راگنیلد از نروژ شناخته شده با عنوان پرنسس راگنیلد، خانم لورنتزن (راگنیلد الکساندرا؛ ۹ ژوئن ۱۹۳۰–۱۶ سپتامبر ۲۰۱۲)، بزرگترین فرزند پادشاه اولاو پنجم از نروژ و مارتا از سوئد از سوئد بود. او خواهر بزرگتر پادشاه هارالد پنجم و پرنسس آسترید بود. در سال ۱۹۵۳ با صنعتگری به نام ارلینگ لورنتزن، عضو خانواده لورنتزن از بزرگان حمل و نقل ازدواج کرد. در همان سال آنها به برزیل نقل مکان کردند. او تا زمان مرگش در ۵۹ سالگی در برزیل زندگی کرد..
اگرچه او فرزند بزرگترین پادشاه بود، اما به دلیل قانون جانشینی نروژ، هرگز در صف جانشینی تاج و تخت نروژ قرار نگرفت. او اما در طول زندگی در خط جانشینی تاج و تخت بریتانیا قرار داشت و در دوران کودکی و جوانی خود جایگاه شانزدهم و هفدهم جانشینی تاج و تخت بود.

## اوایل زندگی
پرنسس راگنیلد در نروژ به دنیا آمد. او در اقامتگاه سلطنتی Skaugum در نزدیکی آسکر، غرب اسلو بزرگ شد.